# Інверсія кривої

Зелену кардіоїду побудовано інверсією червоної параболи відносно пунктирного кола.

Інве́рсія криво́ї — результат застосування операції інверсії до заданої кривої C. Відносно фіксованого кола з центром O і радіусом k інверсія точки Q — це точка P, що лежить на промені OQ, і OP•OQ = k2. Інверсія кривої C — це множина всіх точок P, що є інверсіями точок Q, які належать кривій C. Точку O в цій побудові називають це́нтром інве́рсії, коло називають ко́лом інве́рсії, а k — ра́діусом інве́рсії.
Інверсія, застосована двічі, дасть тотожне перетворення, так що інверсія, застосована до інверсії кривої відносно того ж кола, дасть початкову криву. Точки самого кола переходять у себе, так що коло інверсії під час операції не змінюється.

## Рівняння
Інверсією точки (x, y) відносно одиничного кола є (X, Y), де:
{\displaystyle X={\frac {x}{x^{2}+y^{2}}},\ Y={\frac {y}{x^{2}+y^{2}}}},
або, що еквівалентно:
{\displaystyle x={\frac {X}{X^{2}+Y^{2}}},\ y={\frac {Y}{X^{2}+Y^{2}}}}.
Так що інверсія кривої, визначеної рівнянням f(x, y) = 0, відносно одиничного кола задається рівнянням:
{\displaystyle f\left({\frac {X}{X^{2}+Y^{2}}},\ {\frac {Y}{X^{2}+Y^{2}}}\right)=0}.
З цього рівняння випливає, що інверсія алгебричної кривої степеня n відносно кола дає алгебричну криву степеня не більше 2n.
Так само, інверсією кривої, заданої параметричним рівнянням:
{\displaystyle x=x(t),\ y=y(t)},
відносно одиничного кола буде:
{\displaystyle X=X(t)={\frac {x(t)}{x(t)^{2}+y(t)^{2}}},\ Y=Y(t)={\frac {y(t)}{x(t)^{2}+y(t)^{2}}}.}
Звідси випливає, що колова інверсія раціональної кривої є також раціональною кривою.
Узагальнюючи, інверсією кривої, заданої рівнянням f(x, y) = 0, відносно кола з центром в (a, b) і радіусом k є
{\displaystyle f\left(a+{\frac {k^{2}(X-a)}{(X-a)^{2}+(Y-b)^{2}}},\ b+{\frac {k^{2}(Y-b)}{(X-a)^{2}+(Y-b)^{2}}}\right)=0.}
Інверсією кривої, заданої параметрично:
{\displaystyle x=x(t),\ y=y(t)},
відносно того ж кола буде:
{\displaystyle X=X(t)=a+{\frac {k^{2}(x(t)-a)}{(x(t)-a)^{2}+(y(t)-b)^{2}}},\ Y=Y(t)=b+{\frac {k^{2}(y(t)-b)}{(x(t)-a)^{2}+(y(t)-b)^{2}}}}.
У полярній системі координат рівняння простіші, якщо розглядаємо інверсію відносно одиничного кола. Інверсією точки (r, θ) відносно одиничного кола є (R, Θ), де
{\displaystyle R={\frac {1}{r}},\ \Theta =\theta },
або, що еквівалентно:
{\displaystyle r={\frac {1}{R}},\ \theta =\Theta }.
Таким чином, інверсія кривої f(r, θ) = 0 визначається рівнянням f(1/R, Θ) = 0, а інверсією кривої r = g(θ) буде r = 1/g(θ).

## Приклади
Застосування перетворення, наведеного вище, до лемніскати Бернуллі
{\displaystyle (x^{2}+y^{2})^{2}=a^{2}(x^{2}-y^{2})}
дасть
{\displaystyle a^{2}(u^{2}-v^{2})=1}
— рівняння гіперболи. Оскільки інверсія є біраціональним перетворенням і гіпербола є раціональною кривою, це показує, що лемніската також є раціональною кривою, іншими словами, крива має рід нуль. Якщо застосувати інверсію до кривої Ферма xn + yn = 1, де n непарне, отримаємо
{\displaystyle (u^{2}+v^{2})^{n}=u^{n}+v^{n}.}
Будь-яка раціональна точка на кривій Ферма має відповідну раціональну точку на цій кривій, що дає еквівалентне формулювання великої теореми Ферма.

## Окремі випадки
Для простоти в як коло інверсії в прикладах використаємо одиничне коло. Результат інверсії для інших кіл можна отримати перетворенням початкової кривої.

### Прямі
Якщо пряма проходить через початок координат, її рівняння в полярних координатах буде θ = θ0, де θ0 сталий. Рівняння не змінюється за інверсії.
Рівняння в полярних координатах прямої, що не проходить через початок координат,
{\displaystyle r\cos(\theta -\theta _{0})=a}
і рівнянням інверсії кривої буде
{\displaystyle r=a\cos(\theta -\theta _{0})}
яке задає коло, що проходить через початок координат. Застосування інверсії вже до цього кола показує, що інверсією кола, яке проходить через початок координат, буде пряма.

### Кола
У полярних координатах загальне рівняння кола, що не проходить через початок координат, має вигляд
{\displaystyle r^{2}-2r_{0}r\cos(\theta -\theta _{0})+r_{0}^{2}-a^{2}=0\quad (a,\ r>0,\ a\neq r_{0}),}
де a — радіус і (r0, θ0) — полярні координати центра. Рівнянням інверсної кривої буде
{\displaystyle 1-2r_{0}r\cos(\theta -\theta _{0})+(r_{0}^{2}-a^{2})r^{2}=0,}
або
{\displaystyle r^{2}-{\frac {2r_{0}}{r_{0}^{2}-a^{2}}}r\cos(\theta -\theta _{0})+{\frac {1}{r_{0}^{2}-a^{2}}}=0.}
Це рівняння кола з радіусом
{\displaystyle A={\frac {a}{|r_{0}^{2}-a^{2}|}}}
і центром у точці з координатами
{\displaystyle (R_{0},\ \Theta _{0})=\left({\frac {r_{0}}{r_{0}^{2}-a^{2}}},\ \theta _{0}\right).}
Зауважимо, що R0 може бути від'ємним.
Якщо початкове коло перетинається з одиничним колом, то центри цих двох кіл і точка перетину утворюють трикутник зі сторонами 1, a, r0 і цей трикутник буде прямокутним, якщо
{\displaystyle r_{0}^{2}=a^{2}+1.}
Але з рівняння вище випливає, що початкове коло збігається з його інверсією тільки в разі, коли
{\displaystyle r_{0}^{2}-a^{2}=1.}
Таким чином, інверсія кола збігається з початковим колом тоді й лише тоді, коли коло перетинає одиничне коло під прямими кутами.

### Параболи з центром інверсії у вершині
Рівнянням параболи, якщо повернути її так, щоб вісь стала горизонтальною, буде x = y2. У полярних координатах це перетворюється на
{\displaystyle r={\frac {\cos \theta }{\sin ^{2}\theta }}.}
Рівнянням інверсної кривої тоді буде
{\displaystyle r={\frac {\sin ^{2}\theta }{\cos \theta }}=\sin \theta \tan \theta },
і це цисоїда Діокла.

### Конічні перетини з центром інверсії у фокусі
Рівняння в полярних координатах конічного перетину з фокусом у початку координат, з точністю до подібності
{\displaystyle r={\frac {1}{1+e\cos \theta }}},
де e — ексцентриситет. Інверсією цієї кривої буде:
{\displaystyle r=1+e\cos \theta },
і це — рівняння равлика Паскаля. Якщо e = 0, це коло інверсії. Якщо 0 < e < 1, початкова крива є еліпсом і її інверсія — це замкнута крива з ізольованою точкою в початку координат. Якщо e = 1, початкова крива є параболою і її інверсія є кардіоїдою, що має касп у початку координат. Якщо e > 1, початкова крива є гіперболою і її інверсія утворює дві петлі з точкою перетину на початку координат.

### Еліпси і гіперболи з центрами інверсії у вершинах
Загальним рівнянням еліпса або гіперболи є:
{\displaystyle {\frac {x^{2}}{a^{2}}}\pm {\frac {y^{2}}{b^{2}}}=1}.
Перетворимо рівняння так, щоб початок координат став вершиною:
{\displaystyle {\frac {(x-a)^{2}}{a^{2}}}\pm {\frac {y^{2}}{b^{2}}}=1},
і після перетворення:
{\displaystyle {\frac {x^{2}}{2a}}\pm {\frac {ay^{2}}{2b^{2}}}=x}
або, замінивши константи:
{\displaystyle cx^{2}+dy^{2}=x}.
Зауважимо, що парабола, розглянута вище, тепер потрапляє в цю схему, якщо покласти c = 0 і d = 1. Рівнянням інверсної кривої буде:
{\displaystyle {\frac {cx^{2}}{(x^{2}+y^{2})^{2}}}+{\frac {dy^{2}}{(x^{2}+y^{2})^{2}}}={\frac {x}{x^{2}+y^{2}}}}
або
{\displaystyle x(x^{2}+y^{2})=cx^{2}+dy^{2}}.
Це рівняння описує сімейство кривих, які називаються конхоїдами Слюза. Це сімейство включає, на додачу до цисоїди Діокла, описаної вище, трисектрису Маклорена (d = −c/3) і праву строфоїду (d = −c).

### Еліпси і гіперболи з центрами інверсії в центрі
Рівняння еліпса або гіперболи:
{\displaystyle cx^{2}+dy^{2}=1},
після операції інвертування:
{\displaystyle (x^{2}+y^{2})^{2}=cx^{2}+dy^{2}}
і це — лемніската Бута. Якщо d = −c, це лемніската Бернуллі.

### Конічні перерізи з довільною точкою інверсії
Інверсія конічного перетину (відмінного від кола) є циркулярною кривою третього порядку, якщо центр інверсії лежить на кривій, і біциркулярною кривою четвертого порядку в іншому випадку. Конічні перетини є раціональними, так що інвертовані криві теж раціональні. І навпаки, будь-яка раціональна циркулярна крива третього порядку або раціональна біциркулярна крива четвертого порядку є інверсією конічного перетину. Фактично будь-яка з цих кривих повинна мати особливість, і якщо взяти цю точку за центр інверсії, інверсна крива буде конічним перетином.

## Аналагматичні криві
Аналагмати́чна крива́ — це крива, яка при інверсії переходить у себе. До них належать коло, овал Кассіні і трисектриса Маклорена.